# Mas Rabassa
El Mas Rabassa és una masia de Monnars, al municipi de Tarragona, protegida com a Bé Cultural d'Interès Local. Se situa vora l'actual urbanització de Solimar.

## Descripció

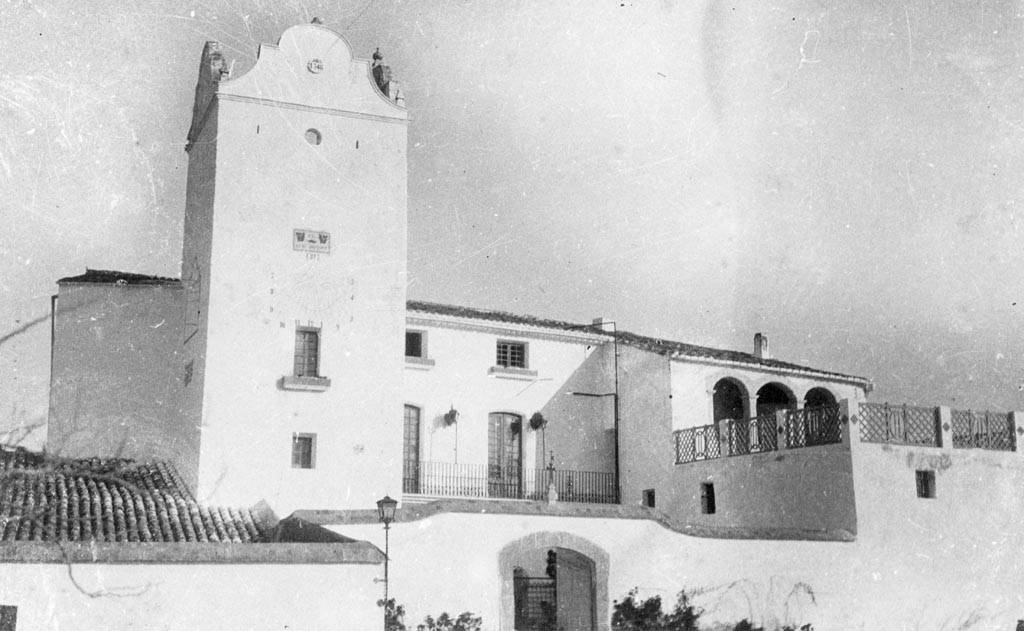
Façana principal el 1927

El Mas Rabassa és una masia blanca i senyorial a 1 km de Monnars i al costat de la carretera de Barcelona, remodelada al segle XVIII; conté una torre quadrada d'uns 25 m d'alçada i murs de 0,7 m de gruix. Dins les terres de Mas Rabassa hi ha el sepulcre romà conegut com la Torre dels Escipions, que la municipalitat tamaritana prengué com a símbol heràldic del seu escut.
A la cara que mira a mar, la torre, emblanquinada, mostra, ultra la indicació «Mas Rabassa», un rellotge de sol. Mas molt gran que controla una gran explotació. Cal destacar l'edifici principal, l'habitatge, amb tots els elements propis d'aquests edificis i el trull, convertit en restaurant.

## Història
Entre les masies de l'antic terme de Tamarit de Mar, destaquen les d'en Grimau, Marquès, de Cosidor, d'en Sordet, de la Creu i Rabassa. Totes disposen de torres defensives, de planta circular, quadrada o rectangular, bastides del segle xiv al XVI. (G. G. C. C)